# Fallout (serijal)
"Fallout" je serijal postapokaliptičnih video igara uloga, kreiran od strane Interplay Entertainment-a. Radnja serijala postavljena je2 
Prva dva naslova serijala, "Fallout" (1997) i "Fallout 2" (1998), razvijena su od strane Black Isle Studios, a taktička video igra uloga "Fallout Tactics: Brotherhood of Steel" (2001) razvijena je od strane Micro Forté i 14 Degrees East. Godine 2004. Interplay je zatvorio Black Isle Studios, i nastavio sa proizvodnjom "Fallout: Brotherhood of Steel", akcione igre sa elementilima igre uloga za PlayStation 2 i Xbox. "Fallout 3", treći nastavak glavnog serijala, objavljen je 2008. godine od strane Bethesda Softworks-a, i prati ga "Falout: New Vegas" u 2010., razvijen od strane Obsidian Entertainment-a. Četvrti nastavak glavnog serijala, "Fallout 4", objavljen je 2015. godine, i "Fallout 76", prva multiplejer video igra u serijalu, objavljena je 2018. godine.
Bethesda Softworks poseduje prava na "Fallout" igrice. Nakon sticanja prava na intelektualnu svojinu, Bethesda je dala licencu Interplay-u da napravi MMORPG verziju "Fallout" igrice. Igra je stigla do beta faze razvoja pod Interplay-em, ali legalni spor između Bethesda Softworks-a i Interplay-a je zaustavio razvoj igre i vodio do njenog eventualnog poništenja, jer je Bethesda tvrdila da Interplay nije ispunio uslove ugovora o licenci. Odluka suda donesena je u korist Bethesda Softworks-a.

## Nastanak
Ideje za "Fallout" počele su sa igrom "Wasteland", koja je objavljena 1988. godine od Interplay Entertainment-a. U to vreme, Interplay nije bio izdavač i njihove igre bile su  distribuirane od strane Electronic Arts. Prema Brajanu Fargu, osnivaču Interplay-a, hteli su da istraže postapokaliptičnu okolnost i to je dovelo do igre "Wasteland". Neko vreme nakon objavljivanja igre, Interplay je, pored već razvijanja svojih igara, postao i izdavač. Fargo je želeo da nastavi da koristi intelektualnu svojinu za "Wasteland", ali nije uspeo da dobije prava od Electronic Arts. Fargo i njegov tim su još uvek želeli da naprave novu igru u postapokaliptičnom periodu, tako da su izdvojili sve pozitivne stvari iz igre "Wasteland", i počeli da razvijaju novu igru. Rezultat je bila prva "Fallout" igra, objavljena skoro deset godina nakon igre "Wasteland".

## Igre

### Glavni serijal
| Glavna serija je podebljana |
| 1997                        |
| 1998                        |
| 1999                        |
| 2000                        |
| 2001                        |
| 2002                        |
| 2003                        |
| 2004                        |
| 2005                        |
| 2006                        |
| 2007                        |
| 2008                        |
| 2009                        |
| 2010                        |
| 2011                        |
| 2012                        |
| 2013                        |
| 2014                        |
| 2015                        |
|                             |
| 2016                        |
| 2017                        |
| 2018                        |

#### (1997)
Objavljen 1997. godine, "Fallout" se odigrava u postapokaliptičnoj južnoj Kaliforniji 2161. godine. Glavni lik, koji se u kasnijim nastavcima serijala pominje kao Vault Dweller, zadužen je da pronađe čip sistema za prečišćavanje vode, kako bi zamenio pokvaren deo u podzemnom skloništu. Nakon toga, Vault Dweller mora sprečiti planove grupe mutanata koje vodi entitet nazvan Master. Atmosfera i izgled "Fallout"-a zasnivaju se na kulturi SAD između Drugog svetskog rata i Hladnog rata.

#### 2 (1998)
"Fallout 2" objavljen je 1998. godine, sa nekoliko poboljšanja u odnosu na prvu igru, uključujući poboljšani endžin. Dodatne karakteristike uključuju promene u dizajnu sveta, značajno više referenci i parodija pop-kulture, kao što su reference ka Monti Pajtonu i Autostoperskom vodiču kroz galaksiju, samoparodiranje dijaloga koje razbija četvrti zid. Radnja igre smeštena je osamdeset godina nakon događaja u prvoj igri, i odvija se oko potomka Vault Dweller-a, protagoniste prethodne igre. Igrač zauzima ulogu lika nazvanog Chosen One, koji pokušava da spase svoje selo, Arojo, od teških suša i gladi.

#### 3 (2008)
"Fallout 3" razvijen je od strane Bethesda Game Studios i objavljen je 2008. godine. Priča se dešava trideset godina nakon događaja igre "Fallout 2". Igrač zauzima mesto lika Lone Wanderer, koji pokušava da pronađe nestalog oca. Radnja se dešava u ruševinama Vašingtona. Razlikuje se od prethodnih igrica po tome što je prva u seriji koja koristi 3D grafiku i igra se u prvom licu, ima otvoren svet koji igrač može da istražuje, i borbe se održavaju u realnom vremenu, u poređenju sa prethodnim igrama glavnog serijala, koje su koristile sistem osnovan na pojedinačnim pokretima. "Fallout 3" je razvijan istovremeno za PC, Xbox 360 i PlayStation 3.

#### 4 (2015)
"Fallout 4" objavljen je 2015. godine, za platforme Windows, PlayStation 4 i Xbox One. Verzija igrice objavljena je 2017. godine za virtualnu realnost. Radnja se dešava u Bostonu, 2287, ali priča počinje 2077. godine kada se lik nazvan Sole Survivor sakrije u podzemno sklonište sa svojom porodicom. Nakon dvesto deset godina anabioze, budi se i saznaje da je njegov sin otet, i tada počinje potragu za njim.

### Spinofi

#### (2010)
"Fallout: New Vegas" je razvijen od strane Obsidian Entertainment-a, i objavljen 2010. godine. Razvojni tim uključuje neke programere koji su radili na prve dve igre. "Fallout: New Vegas" nije direktan naslednik igre "Fallout 3", već je samostalan proizvod. Igrač zauzima ulogu lika Courier u postapokaliptičnoj Mohave pustinji. Na početku igre, Courier je opljačkan i upucan. Nakon što je spasen od strane doktora u malom gradu Gudsprings, Courier kreće u potragu za čovekom koji je pokušao da ga ubije. Grad Nju Vegas je interpretacija postapokaliptičnog Las Vegasa.

#### (2015)
"Fallout Shelter" je simulaciona igra. Igrač deluje kao nadglednik podzemnog bunkera, koji mogu da proširuju. Članove bunkera mogu da šalju na misije i odbranu bunkera od napadača. "Fallout Shelter" objavljen je 2015. godine za iOS i Android, 2016. za Windows, 2017. za Xbox One i 2018. za PlayStation 4 i Nintendo Switch.

#### 76 (2018)
"Fallout 76" objavljen je 2018. godine. Postavljena je u Zapadnoj Virdžiniji, sa većinom neprijatelja zasnovanih na regionalnom folkloru. U igri nema ljudskih neigračkih likova. Mapa ove igre je četiri puta veća od mape igre "Fallout 4".

### Ne-kanonične igre

#### (2001)
"" je prva igra u serijalu koja se ne igra po sistemu pojedinačnih pokreta. "Fallout Tactics" uključuje multiplejer mod u kojem se grupe igrača takmiče međusobno. Za razliku od prethodne dve igre koje su baziranu u Kaliforniji, "Fallout Tactics" dešava se u srednje-zapadnim SAD.

#### (2004)
"" je prva igra u serijalu objavljena za konzole. Objavljena 2004. godine, "Fallout: Brotherhood of Steel" je akciona video-igra uloga, koja predstavljala značajan prekid prethodnih oličenja "Fallout" serijala.

## Gejmplej

### 
je sistem kreiranja karaktera i statistika razvijen specifično za "Fallout" serijal. S.P.E.C.I.A.L je akronim, i stoji kao reprezentacija sedam atributa: snaga (eng. Strenght), percepcija (eng. Perception), izdrđžljivost (eng. Endurance), harizma (eng. Charisma), inteligencija (eng. Intelligence), pokretljivost (eng. Agility) i sreća (eng. Luck).
 sistem uključuje sledeće ključne karakteristike:
- Atributi (navedeni iznad) predstavljaju srž karaktera. Atributi ostaju uglavnom konstantni tokom igre, ali mogu biti privremeno modifikovani korišćenjem različitih vrsta predmeta nađenih u igri.
- Veštine predstavljaju šanse karaktera za uspešno obavljane neke grupe specifičnih zadataka (korišćenje neke vrste oružija, obijanja brave...). Predstavljene su u procentima, iako mogu da prevaziđu očekivani maksimum od 100%. S.P.E.C.I.A.L statistike takođe dodaju male bonuse određenim veštinama. Na svakom novom nivou koji igrač dostigne, dobijaju se poeni koji se mogu uložiti u veštine po izboru. Tokom kreacije karaktera, igrač može da označi tri veštine po izboru, kojima se automatski dodeljuje +20% i naknadna 2% svaki put kada igrač odluči da uloži poene u označenu veštinu.

 sistem se koristio u "Fallout", "Fallout 2". Modifikovana verzija ovog sistema se koristila za "Fallout 3" i dalje naslove.

### i
(skraćeno od Personal Information Processor-Boy) je ručni računar dat igraču rano u igrama "Fallout", "Fallout 2", "Fallout 3", "Fallout: New Vegas", "Fallout 4" i "Fallout 76" koji služi kao generalni interfejs za menadžment misija, inventara, statistika karaktera itd. Model predstavljen u prvoj igri je Pip-Boy 2000, prvo korišćen od strane Vault Dweller-a, a zatim prosleđen liku Chosen One. "Fallout Tactics" koristi modifikovanu verziju nazvanu Pip-Boy 2000BE, dok "Fallout 3" i "Fallout: New Vegas" koriste model Pip-Boy 3000. "Fallout 4" i "Fallout 76" koriste modifikovane verzije predhodno pomenutih modela. 
Vault Boy karakter je maskota kompanije Vault-Tec, i ponavljajući je element proizvoda ove kompanije u univerzumu igre. Ovo uključuje i Pip-Boy u kojem ilustracije Vault Boy lika predstavljaju karakteristike lika igrača. Vault Boy lik je originalno dizajnirao Leonard Bojarski, inspirisan astetikom lika bogatog ujka Penibegs iz igre Monopol.

## Pregled serijala

### Postava
Serijal je postavljen u fikcionalnim SAD, u scenariju alternativne istorije koja se razilazi sa realnošću krajem Drugog svetskog rata. U ovom alternativnom "zlatnom dobu" atompanka, tranzistor nikad nije izmišljen. Tako nastaje bizaran sociotehnološki status kvo, u kojem se napredni roboti, automobili na nuklearni pogon, energetska oružja, i druge napredne tehnologije mogu videti pored računara i televizora 1950-ih. SAD su podeljene na trinaest federacija i estetika i paranoja Hladnog rata 1950-ih nastvalja da dominira stil života čak i u 21. veku.
Više od sto godina pre početka radnje, energetska kriza izbija izazvana visokom potrošnjom rezerva nafte, vodeći do perioda nazvanog "ratovi za resurse" (eng. Resource Wars) u aprilu 2052. - serija događaja koja uključuje rat između Evropske federacije i Bliskog Istoka, rasformiranje Ujedinjenih nacija, aneksacija Kanade od strane SAD, i invazija i vojna okupacija Aljaske od strane Kine. Ovi događaji eventualno vode u "Veliki rat" (eng. Great War), jutra 23. Oktobra 2077. godine, dvosatni nuklearni rat, koji naknadno stvaraju post-apokaliptične SAD, postavu za "Fallout" svet.

### bunkeri
Predvidevši događaj nuklearnog rata decenijama unapred, vlada SAD započela je projekat izgradnje masovnih podzemnih bunkera nazvanih "trezori" (eng. Vaults). Ovi bunkeri su bili dizajnirani od strane kompanije Vault-Tec kao javni bunkeri, finansirani rizičnim obveznicama. Svaki je mogao da podrži do hiljadu ljudi. Oko 400,000 ovih bunkera je bilo potrebno, ali je samo 122 poručeno i izgrađeno. Svaki "trezor" je samo-idržavajući, tako da bi teoretski mogli da podržavaju stanovnike u nedogled. Međutim, ovi bunkeri nisu bili namenjeni kao metode za repopulaciju SAD u slučaju nuklearnog rata. Umesto toga, u većini bunkera izvršavani su tajni, ne-etički eksperimenti na ljudima u različitim okruženjima i psihološkim uslovima. Eksperimenti u ovim bunkerima su raznovrsni: bunker pun klonova jedne iste osobe; bunker u kojima su stanovnici držani u anabiozi; bunker u kome su stanovnici bili izloženi velikim količinama psihoaktivnih supstanci; bunker u kojem je svake godine jedna osoba žrtvovana, odlučena glasanjem; bunker sa samo jednim čovekom i lutkama; bunker u kojem su stanovnici podeljeni u dve različite sekcije; dva bunkera, sa nesrazmernim odnosom muškaraca i žena, i obrnuto; bunker u kome su stanovnici izloženi forsiranoj mutaciji; bunker čija se vrata nikad nisu zatvorila, izlagajući stanovnike radijaciji. Samo sedamnaest ovih bunkera je služilo za zaštitu populacije, ali oni su većinski bili loše izgrađeni jer je većina finansiranja otišlo na eksperimentalne bunkere.

## Odziv na serijal
"Fallout" serijal je uglavnom ispunjen pozitivnim odzivom. Naslov sa najvišom ocenom je "Fallout 3", a najmanjom "Fallout 76" prema agregatoru pregleda Metacritic.